# Te'erguo
Te'erguo (kinesiska: 特尔果乡, 特尔果) är en socken i Kina. Den ligger i provinsen Sichuan, i den sydvästra delen av landet, omkring 370 kilometer sydväst om provinshuvudstaden Chengdu. Antalet invånare är 3 001. Befolkningen består av 1 457 kvinnor och 1 544 män. Barn under 15 år utgör 35 %, vuxna 15-64 år 58 %, och äldre över 65 år 5,0 %.
Genomsnittlig årsnederbörd är 1 324 millimeter. Den regnigaste månaden är juli, med i genomsnitt 315 mm nederbörd, och den torraste är januari, med 4 mm nederbörd.